# USNS John Glenn (T-MLP-2)
USNS John Glenn (T-MLP-2) je mobilní výsadková báze třídy Montford Point. Je druhou postavenou jednotkou své třídy.

## Stavba

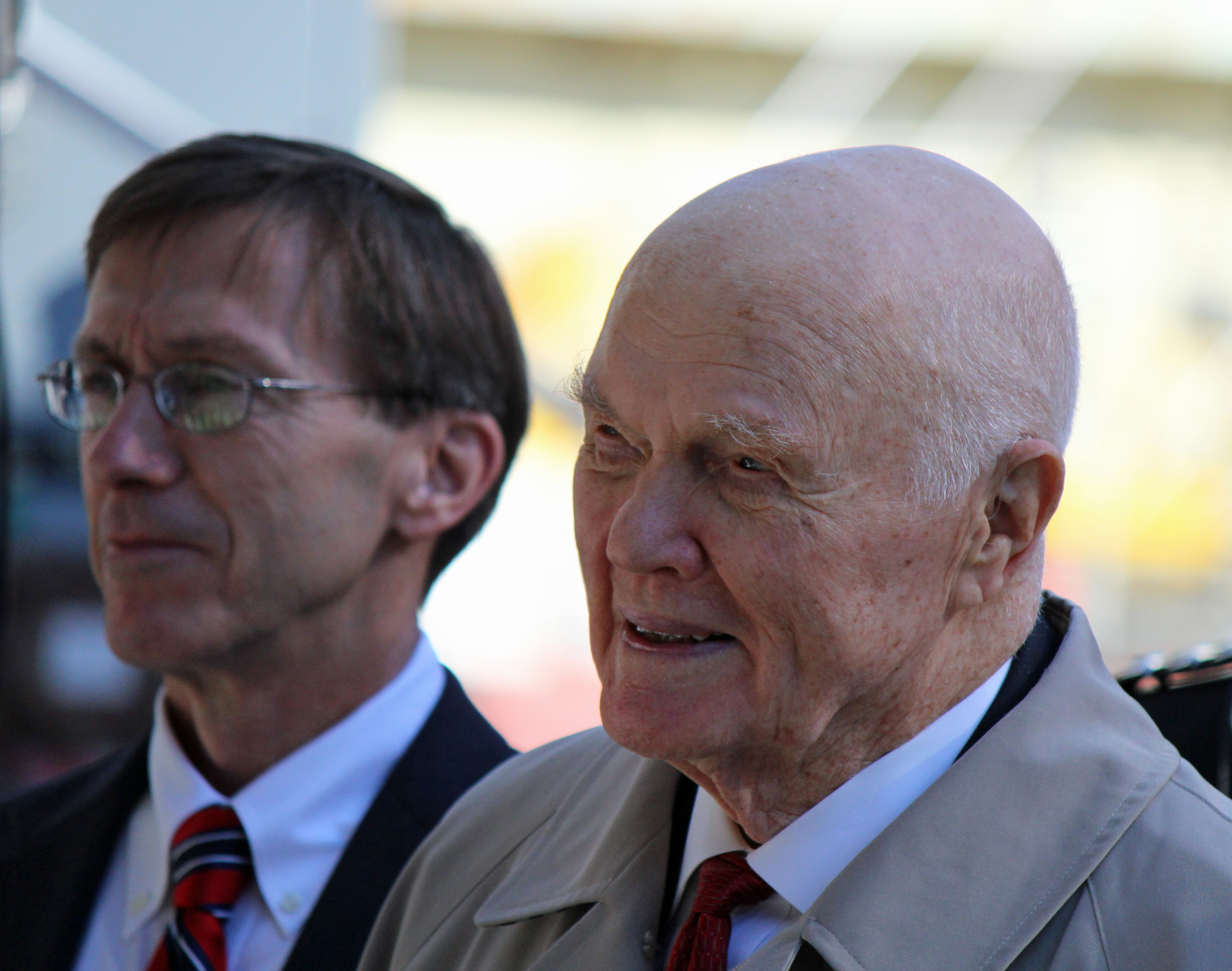
Sean Stackley a John Glenn na křtu USNS John Glenn (T-MLP-2) v únoru 2014

Plavidlo postavila loděnice National Steel and Shipbuilding Company (NASSCO) v San Diegu. Kýl byl založen 17. dubna 2012. Trup byl na vodu spuštěn 4. prosince 2012. Plavidlo bylo pokřtěno 1. února 2014. Military Sealift Command loď převzal dne 12. března 2014.